# Death Valley '69 (EP)
Pour les articles homonymes, voir Death Valley '69.
Death Valley '69 est un EP du groupe Sonic Youth. Un single portant le même nom existe également. Il fut publié en 1985 par Homestead Records et Blast First. Le disque contient sur la face A le morceau Death Valley '69, tiré de l'album Bad Moon Rising, et sur la face B une compilation des précédents disques du groupe: I Dreamed I Dream (noté I Dream I Dreamed sur la liste des morceaux) provient de Sonic Youth, Inhuman (noté In Human sur la liste des morceaux) vient de Confusion Is Sex, Brother James vient de Kill yr Idols. Enfin, Satan is Boring est un inédit provenant des sessions d'enregistrement de Bad Moon Rising, il fut d'ailleurs rajouté en tant que morceau bonus à la réédition de l'album en 1995.
La pochette représente un dessin de Savage Pencil.

## Titres
1. Death Valley '69

1. I Dream I Dreamed
2. In Human
3. Brother James
4. Satan is Boring